# NGC 1261
NGC 1261 is een bolvormige sterrenhoop in het sterrenbeeld Slingeruurwerk. Het hemelobject ligt 53.500 lichtjaar van de Aarde verwijderd en werd op 28 september 1826 ontdekt door de Schtose astronoom James Dunlop.

## Synoniemen
- GCL 5
- ESO 155-SC11